# 蔡寿祺
蔡壽祺為晚清同治年間保守派翰林院四品學士，原默默無名，當時的翰林院仍執著於中國傳統的八股文學，與時任議政王的奕訢所推行洋務運動思想有所衝突。
議政王創立同文館時，其授官方式更與翰林院的科舉制度有所矛盾，因此蔡壽祺受翰林院掌院李鴻藻暗中支持而上奏彈劾議政王。